# Liban aux Jeux olympiques d'été de 2016
Le Liban participe aux Jeux olympiques d'été de 2016 à Rio de Janeiro au Brésil du 5 au 21 août, pour la 17e fois à des Jeux d'été.

## Athlétisme
Les athlètes libanais ont jusqu'à présent atteint un niveau de qualification dans les épreuves d'athlétisme suivantes (jusqu'à un maximum de 3 athlètes dans chaque épreuve), :
| Athlète       | Épreuve          | Séries  | Séries | Demi-finales | Demi-finales | Finale          | Finale  |
| Athlète       | Épreuve          | Temps   | Rang   | Temps        | Rang         | Temps           | Rang    |
| ------------- | ---------------- | ------- | ------ | ------------ | ------------ | --------------- | ------- |
| Ahmad Hazer   | 110 m haies      | 15 s 50 | 7e     | Éliminé      | Éliminé      | Éliminé         | Éliminé |
| Chirine Njeim | Marathon féminin | NC      | NC     | NC           | NC           | 2 h 51 min 08 s | 109e    |

## Canoë-kayak

### Slalom
Le Liban a reçu une invitation de la Commission tripartite pour envoyer Richard Merjan dans l’épreuve C1 hommes (slalom) masculine, marquant le début olympique du Liban dans ce sport.
|                | Compétition | Éliminatoires | Éliminatoires | Éliminatoires | Éliminatoires | Éliminatoires | Éliminatoires | Demi-finales | Demi-finales | Finale       | Finale       |
| Course 1       | Compétition | Rang          | Course 2      | Rang          | Total         | Rang          | Résultat      | Rang         | Résultat     | Rang         |              |
| -------------- | ----------- | ------------- | ------------- | ------------- | ------------- | ------------- | ------------- | ------------ | ------------ | ------------ | ------------ |
| Richard Merjan | C1 hommes   | 120 s 20      | 18            | 121 s 67      | 16            | 120 s 20      | 19            | Pas qualifié | Pas qualifié | Pas qualifié | Pas qualifié |

## Escrime
Le Liban a envoyé une escrimeuse pour les Jeux olympiques de Rio.
| Athlète     | Compétition                | N° de tête de série | 1/32 de finale   | 1/16 de finale    | 1/8 de finale    | Quarts de finale | Demi-finales     | Match pour la médaille de bronze, matchs de classement 5-8 | Match pour la médaille de bronze, matchs de classement 5-8 | Finale           | Finale |
| Athlète     | Compétition                | N° de tête de série | Adversaire Score | Adversaire Score  | Adversaire Score | Adversaire Score | Adversaire Score | Adversaire Score                                           | Rang                                                       | Adversaire Score | Rang   |
| ----------- | -------------------------- | ------------------- | ---------------- | ----------------- | ---------------- | ---------------- | ---------------- | ---------------------------------------------------------- | ---------------------------------------------------------- | ---------------- | ------ |
| Mona Shaito | Fleuret individuel féminin | 28                  | NC               | Ysaora Thibus (5) |                  |                  |                  |                                                            |                                                            |                  |        |

## Judo
Le Liban a qualifié un judoka dans la catégorie des moins de 81 km pour ces jeux,.
| Athlète     | Compétition           | 1/32 de finale      | 1/16 de finale      | 1/8 de finale       | Quarts de finale    | Demi-finales        | Repêchage 1         | Repêchage 2         | Finale              | Finale |
| Athlète     | Compétition           | Adversaire Résultat | Adversaire Résultat | Adversaire Résultat | Adversaire Résultat | Adversaire Résultat | Adversaire Résultat | Adversaire Résultat | Adversaire Résultat | Rang   |
| ----------- | --------------------- | ------------------- | ------------------- | ------------------- | ------------------- | ------------------- | ------------------- | ------------------- | ------------------- | ------ |
| Nacif Elias | Moins de 81 kg hommes |                     |                     |                     |                     |                     |                     |                     |                     |        |

## Natation
Le Liban a reçu une invitation de la FINA pour envoyer deux nageurs (un homme et une femme) aux Jeux olympiques,.

### Natation sportive
| Athlète           | Épreuve                 | Séries | Séries | Demi-finales | Demi-finales | Finale | Finale |
| Athlète           | Épreuve                 | Temps  | Rang   | Temps        | Rang         | Temps  | Rang   |
| ----------------- | ----------------------- | ------ | ------ | ------------ | ------------ | ------ | ------ |
| Anthony Barbar    | 50 m nage libre hommes  |        |        |              |              |        |        |
| Gabriella Doueihy | 400 m nage libre femmes |        |        | NC           | NC           |        |        |

## Tennis de table
Le Liban a qualifié une athlète pour les épreuves de tennis de table. Mariana Sahakian a sécurisé sa place olympique dans l'épreuve du simple féminin comme la joueuse de tennis de table la plus haut classée de la zone ouest asiatique lors du tournoi de qualification asiatique à Hong Kong.
| Athlète          | Compétition   | 1er tour         | 2e tour          | 3e tour          | 4e tour          | Quarts de finale | Demi-finales     | Finale           | Finale |
| Athlète          | Compétition   | Adversaire Score | Adversaire Score | Adversaire Score | Adversaire Score | Adversaire Score | Adversaire Score | Adversaire Score | Rang   |
| ---------------- | ------------- | ---------------- | ---------------- | ---------------- | ---------------- | ---------------- | ---------------- | ---------------- | ------ |
| Mariana Sahakian | Simple femmes |                  |                  |                  |                  |                  |                  |                  |        |

## Tir
Le Liban a reçu une invitation de la Commission Tripartite pour envoyer Ray Bassil aux épreuves de trap féminin.
| Athlète    | Compétition | Qualification | Qualification | Finale | Finale |
| Athlète    | Compétition | Points        | Rang          | Points | Rang   |
| ---------- | ----------- | ------------- | ------------- | ------ | ------ |
| Ray Bassil | Trap femmes |               |               |        |        |